# Лимени добош
Лимени добош роман је Гинтера Граса оригинално објављен 1959. године. Представља део Данциг трилогије и први је део исте. Након Лименог добоша, у овој трилогији следи роман Мачка и миш, који је Грас написао две године касније. Лимени добош је 1979. године адаптиран и на филмском платну, а филм је награђен Златном палмом и Оскаром за најбољи страни филм.

## Синопсис
Прича се врти око живота Оскара Мацерата, а причана је из његове перспективе кад је био затворен у душевној болници у периоду 1952—1954. године. Рођен 1924. године у Слободном граду Данцигу (данас Гдањск, Пољска) са капацитетом мишљења и перцепцијом одрасле особе, он одлучује да никад неће одрасти када чује да његов отац жели да га да за пекара. Обдарен пискавим гласом којим може разбити стакло или се њиме послужити као оружјем, Оскар декларише себе као особу чији је „духовни развој завршен на рођењу и он само треба да се потврди”. Он задржава стас детета док живи у првим годинама Другог светског рата, пролази кроз пар љубавних афера и наставља живот у послератној Европи. Кроз све ово, играчка добош, коју је као први поклон добио за свој трећи рођендан, остаје његова амајлија и цењена имовина за коју је спреман и да почини злочин како би је задржао.
Оскар сматра да има два „паушална оца” — супруга његове мајке Алфреда Мацерата, члана нацистичке партије, и њеног рођака и љубавника Јана Бронског, данцишког Пољака који је погубљен због одбране пољске поште у Данцигу током немачке инвазије Пољске. Након што је Оскарова мајка умрла, Алфред се оженио Маријом, женом која је раније тајно била Оскарова прва љубавница. Након што се удала за Алфреда, Марија рађа Оскаровог могућег сина Курта. Међутим, Оскар је разочаран јер беба непрестано расте и не жели да му се придружи у престанку раста у трећој години.
Током рата, Оскар се придружује трупи патуљака извођача који забављају немачке трупе на фронту. Али када је његова друга љубав Розвита убијена од стране савезничких трупа током инвазије на Нормандију, Оскар се враћа својој фамилији у Данцигу где постаје вођа омладинске криминалне банде. Руска армија ускоро окупира Данциг и Алфред бива убијен од стране инвазивних трупа када је прогутао своју партијску значку како не би био откривен као нациста.
Након рата, Оскар, његова маћеха удовица и њихов син треба да напусте сада пољски град Гдањск и преселе се у Диселдорф, где он моделира актове и гравира споменике. Новонастале тензије приморавају Оскара да живи одвојено од Марије и Курта; он одлучује да се усели у стан Зејделрсових. Након усељења, он се заљубљује у Доротеу, комшиницу, али касније не успева да је заведе. Након сусрета са колегом музичарем Клепом, Клеп га пита за његов суд о музици. Оскар, спреман да се докаже једном за свагда, узима свој лимени добош и штапове и, упркос завету да никада неће свирати након Алфредове смрти, почиње да свира такт на добошу. Након овога Оскар, Клеп и Шол, гитариста, оснивају џез бенд, који ускоро бива примећен од стране господина Шмута, који их позива да наступе у клубу Onion Cellar. Након виртуозног перформанса, издавачка кућа која је у потрази за талентима открива џез бубњара Оскара и нуди му уговор. Оскар ускоро стиче славу и богатство. Једног дана док је шетао пољем наилази на одсечени прст — домали прст Доротее, која је претходно била убијена. Он се тада упознаје и спријатељава с Витларом. Оскар себи потом дозвољава да буде лажно осуђен за убиство и бива затворен у лудницу, где пише своје мемоаре.

## Ликови
Књига је подељена на три дела. Главни ликови у свакој од књига су:
- Књига прва:
  - Оскар Малцерат: пише своје мемоаре у периоду 1952—1954. године, у доби између 28 и 30 година, јављајући се као дух времена током историјских прекретница. Он је главни јунак романа и непоуздани приповедач.
  - Бруно Минстерберг: Оскаров чувар, који га посматра кроз шпијунку на вратима. Он прави скулпутре инспирисане Оскаровим причама.
  - Ана Кољајшчек Бронски: Оскарова бака, затруднела са Оскаровом мајком 1899. године, када његови мемоари почињу.
  - Јозеф Кољајшчек: Оскаров деда, паликућа.
  - Агнес Кољајшчек: Оскарова мајка.
  - Јан Бронски: Агнесин рођак и љубавник. Оскаров могући отац. Политички окренут Пољацима.
  - Алфред Малцерат: Агнесин супруг. Оскаров други могући отац. Политички окренут нацистичкој странци.
  - Сигисмунд Маркус: јеврејски бизнисмен у Данцигу који поседује продавницу играчака одакле је Оскар добио свој лимени добош. Продавница је уништена током Кристалне ноћи.
- Књига друга:
  - Марија Труцински: девојка коју је унајмио Алфред како би му помогла у вођењу радње након што је Агнес умрла и жена са којом је Оскар имао прво сексуално искуство. Она постаје трудна и удаје се за Алфреда, али и Алфред и Оскар верују да је свако од њих отац Маријиног детета. Она остаје у Оскаровој породици и у послератним годинама.
  - Бебра: води позоришну трупу патуљака којој се Оскар придружује како би побегао из Данцига. Бебра је касније параплегичарски власник Оскарове издавачке куће.
  - Розвита Рагуна: Бебрина љубавница, а потом Оскарова.
  - Прашинари: данцишка улична омладинска банда. Оскар их води као Исус након што покаже своју храброст разбијањем прозорских стакала у старој фабрици чоколаде.
- Књига трећа:
  - Доротеа: медицинска сестра из Диселдорфа и Оскарова љубав након што га Марија одбаци.
  - Егон Минзер: Оскаров пријатељ. Самозвани комуниста и џез-флаутиста.
  - Готфрид Витлар: Оскаров пријатељ који касније сведочи против Оскара у случају Домалог прста.

## Адаптације

### Филм
Године 1979. роман је екранизован од стране Волкера Шлундорфа. Филм је обухватио само прву и другу књигу, завршавајући се са завршетком рата, а исте године освојио је и Златну палму на филмском фестивалу у Кану заједно са филмом Апокалипса сада. Филм је такође освојио Оскара за најбољи страни филм 1980. године.

### Радио
Године 1996. почела је да се емитује радио драматизација романа на Би-Би-Си радију 4, а наратор је био Фил Денијелс. Према адаптацији Мајка Вокера, ова драматизација освојила је освојила је награду British Writers Guild за најбољу драматизацију.